# Квака-задавака
«Квака-задавака» — советский музыкальный мультфильм о лягушонке, поставленный режиссёром Владимиром Голиковым и выпущенный в 1975 году киностудией Беларусьфильм.

## Сюжет
Мультфильм о трёх лягушатах, старший из которых был очень напористым и самоуверенным. Троица прибывает на Спартакиаду, причём старший одержим идеей занять первые места по всем видам дисциплин. Однако ему удаётся (и то не без казусов) выиграть только прыжки в воду. Для соревнований по бегу он хочет приделать себе подковы, как у лошадей, в надежде, что подковы придадут ему скорости. Но тяжёлые подковы, привязанные к лапам, даже не дают Задаваке сдвинуться с места. В итоге младший, пытаясь протащить старшего товарища к финишу, как на пружине летит к финишу вместе с ним, и первое место получают оба лягушонка.
Впрочем, ничто — ни проигрыши, ни неловкие оказии — не стирают с лиц этих уморительных лягушат лучезарных улыбок. Они всегда бодры и веселы.
Простой сюжет разбавлен двумя весёлыми песнями.

## Съёмочная группа
| Авторы сценария           | Э. Коляденко, А. Шавня |
| Композитор                | Эдуард Ханок |
| Текст песен               | Самсон Поляков |
| Исполнение песен          | «Песняры», Детский хор под управлением И. Журавленко                                                                                              |
| Режиссёр                  | Владимир Голиков |
| Художник-постановщик      | Александр Чертович |
| Оператор                  | О. Шкляревский |
| Художники-мультипликаторы | Олег Сафронов, в титрах как А. Сафронов, Фёдор Елдинов, Иван Давыдов, Владимир Шевченко                                                           |
| Художники                 | Татьяна Житковская, М. Турок, Е. Безручко, Наталия Лось, А. Горулёв, Л. Карабань, В. Фатеева, Л. Женчак, Виктор Довнар, В. Жаховец, Т. Кострюкова |
| Звукооператор             | Б. Шангин |
| Монтаж                    | Л. Цыпкина |
| Ассистенты                | Л. Лукашенко |
| Ассистенты                | Л. Виссарионова |
| Редактор                  | Р. Романовская |
| Директор                  | Леонарда Зубенко |

## Песни
Музыка — Ханок Э., слова — Поляков С., год первого исполнения — 1975, первый солист — Кашепаров А., язык — русский.
«Чемпион», «Веселые, зеленые, лупатые»
Входят в репертуар:
Песняры:
- Чемпион
  - 1975 год
  - 2006 — 11-я в переиздании «Антология (М. Ослиной) — Диск 4 — Что ж мне не петь» («VIGMA»)
- «Веселые, зеленые, лупатые»
  - 1975
  - 1981 — «Песни Эдуарда Ханка»[4]
  - 2006 — 12 — я в переиздании «Родина»[5]

Фолк-рок-группа «Лявоны» — «Веселые, зеленые, лупатые» — 11-я в альбоме 2009 «История продолжается…»